# Peter Spiering
Peter Spiering (ur. 1595, zm. 19 lutego 1652 w Londynie)– holenderski finansista, kupiec, handlarz dziełami sztuki i fabrykant tapet z Delftu; także szwedzki kaper i dyplomata.
W 1614 roku próbował uzyskać od Gdańska 15 tysięcy dukatów jako spadek po krewnych. Gdy miasto nie chciało wydać tej sumy, podczas podróży do Szwecji nawiązał kontakt z kanclerzem Axelem Oxenstierną, zaciągnął się na służbę u króla Szwecji Gustawa Adolfa i odtąd działał przeciwko grodowi nad Motławą.
W maju 1626 (kilka tygodni przed lądowaniem 6 lipca w Piławie) Spiering zawinął do Zatoki Gdańskiej, napadł na statki i szpiegował flotę królewską. Spalił między innymi 3 szkuty z drewnem i przyczynił miastu znacznych szkód. Jeszcze w sierpniu 1626 Gustaw Adolf żądał od Gdańska spełnienia żądań Spieringa.
W latach 1627–1631 został on generalnym administratorem celnym na terenie Prus Szwedzkich.
W latach 1632–1634 był członkiem rady finansowej przy Oxenstiernie w południowych Niemczech, a w 1636 w Szwecji został doradcą finansowym kanclerza i ożenił się z Joanną Dorotą Daurées.
W tym samym roku został przedstawicielem Szwecji w Niderlandach i odtąd aż do 1649 roku przebywał okresowo w Hadze.
W grudniu 1651 wyjechał do Londynu, gdzie zachorował i zmarł.